# RRR: 라이즈 로어 리볼트
《RRR: 라이즈 로어 리볼트》(RRR)는 2022년 개봉한 인도의 서사, 액션, 시대극 영화이다. S. S. 라자몰리가 감독과 각본을 맡았다.

## 줄거리
1920년대, 영국 식민지 시대 인도에서, 총독 스콧 벅스턴은 아내 캐서린과 함께 숲에서 곤드 부족의 어린 소녀 말리를 납치한다. 이에 부족의 수호자 코마람 빔은 말리를 구하기 위해 델리로 향하고, 무슬림으로 위장한 '악타르'라는 이름으로 활동한다. 하이데라바드의 니자마트는 벅스턴에게 위험을 경고하고 아이를 돌려줄 것을 권하지만, 벅스턴은 이를 무시한다. 캐서린은 빔을 생포하거나 사살할 것을 조건으로 야심만만한 인도 제국 경찰관 알루리 시타라마 라주를 고용한다. 라주는 독립 지지 모임에 잠입하고, 빔의 조력자 라추는 그들을 빔의 계획에 끌어들이려 한다. 라추는 라주의 정체를 눈치채고 도망가지만, 얼마 지나지 않아 라주와 빔은 기차 사고에서 아이를 구출하며 서로를 모른 채 우정을 쌓아간다.
라주의 도움으로 빔은 영국 여성 제니와 가까워진다. 제니는 벅스턴 부부와 함께 지내고 있었고, 빔은 그녀를 통해 말리를 발견하고 곧 구출하겠다고 약속한다. 한편, 라주는 라추를 찾아내 체포한다. 라추는 라주에게 독사를 풀어 죽이려 하고, 해독제는 곤드족만이 안다는 사실을 알린다. 빔은 라주를 구해 그의 부족과 임무를 밝히지만, 라주의 정체는 모른다. 벅스턴 총독을 기념하는 행사에서 빔의 부하들은 야생 동물들을 풀어 총독 관저를 아수라장으로 만든다. 라주는 빔과 싸우지만, 벅스턴이 말리를 인질로 잡자 빔은 어쩔 수 없이 항복한다. 빔은 체포되고, 라주는 승진한다.
과거 회상 장면에서 라주의 아버지 알루리 벤카타라마 라주는 영국 총기를 확보하려다 살해당한 혁명가였음이 드러난다. 라주는 아버지의 뜻을 이어받아 경찰에 잠입하여 승진했고, 빔을 체포함으로써 무기 수송에 접근할 수 있게 된다. 빔의 공개 태형에서 라주는 그에게 배신을 종용하지만, 빔은 오히려 저항하며 사람들을 선동하고 라주를 깨닫게 한다. 라주는 빔을 비밀리에 처형하려는 벅스턴의 계획을 역이용하여 그와 말리를 구출하려 하지만, 벅스턴은 이를 알아채고 라주는 부상을 입는다. 빔은 말리가 위험에 처했다고 생각해 라주를 공격하고 말리와 함께 도망친다. 라주는 반역죄로 체포되어 독방에 갇힌다.
몇 달 후, 빔은 하트라스에서 은신하다가 영국군에게 포위된다. 시타는 천연두 유행을 속여 그들을 몰아내고 빔의 정체를 모른 채 라주의 반식민주의 목표와 그의 처형 소식을 알린다. 빔은 잘못을 깨닫고 라주를 구하기로 결심한다. 제니의 도움으로 빔은 라주를 감금한 병영에 침투해 그를 구출한다. 두 사람은 숲으로 도피하여 활과 창으로 영국군을 제압하고, 벅스턴에게 맞서 화염 오토바이를 병영 탄약고로 던져 폭발시킨다. 빔은 라주에게 총기를 제공하고 벅스턴을 사살하게 한다. 라주는 시타와 재회하고, 빔과 말리는 부족에게 돌아간다. 임무를 성공적으로 마친 후, 라주는 빔에게 소원을 묻고, 빔은 자신과 부족에게 교육을 제공해달라고 부탁한다.

## 출연
- N. T. 라마 라오 주니어 - 코마람 빔 역
- 람 차란/바룬 부다데브(아역) - 알루리 시타라마 라주 역
- 어제이 데븐 - 벤카타 라마 라주 역
- 알리아 바트/스판단 차투르베디(아역) - 시타 역
- 슈리야 사란 - 사로지니 역
- 사무티라카니 - 벤카테스와룰루 역
- 레이 스티븐슨 - 스콧 벅스턴 총독 역
- 앨리슨 두디 - 캐서린 벅스턴 역
- 올리비아 모리스 - 제니 역
- 차트라파티 세카르 - 장구 역
- 마라칸드 데슈판데 - 페다나 역
- 라지브 카나칼라 - 벤카트 아바다니 역
- 라훌 라마크리슈나 - 라추 역
- 에드워드 소넌블릭 - 에드워드 역
- 아마린 안줌 - 로키 역
- 트윙클 샤르마 - 말리 역
- 차크리 - 치나 역
- S. S. 라자몰리 - 본인 역

## 같이 보기
- 구글의 이스터 에그 목록